# Juan "Chango" López

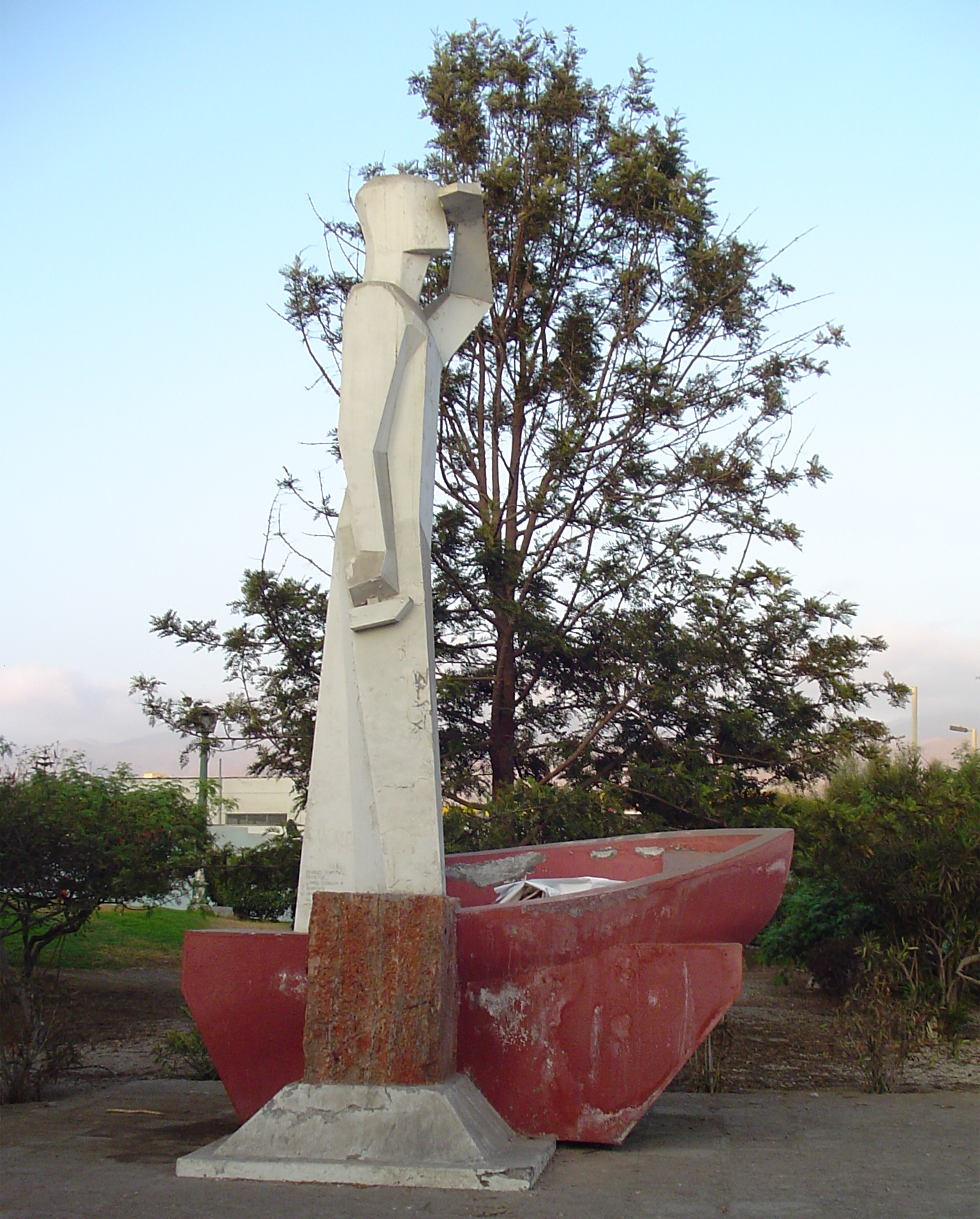
Monumento a Juan López en Antofagasta.

Juan López Alfaro Apodado   "El Chango". fue el primer habitante, emprendedor y visionario de Antofagasta, comuna y ciudad del norte de Chile. Don Juan López habría nacido en Quillota alrededor de 1825 y se instaló en la costa antofagastina alrededor de 1845, cuando desembarcó al sur de la actual ciudad, en el sector denominado "Punta de Jara". Su vida como cateador estuvo consagrada al incesante peregrinar por el desierto. Hasta 1856 trabajó en diversas guaneras del sector de Mejillones.
En noviembre de 1866 se asentó definitivamente en Caleta La Chimba, siendo así el primer habitante de la ciudad.
Cabe mencionar que no existen referencias sobre su nacimiento y muerte. Sólo se conocen suposiciones derivadas del Memorial que escribió con la intención de entregárselo al Gobierno Boliviano, en 1872 y del Certificado de Matrimonio, descubierto en Quillota en el año 2013.

## Últimos antecedentes sobre López y discrepancias entre historiadores
Juan López Alfaro Apodado "El Chango". fue el primer habitante, emprendedor y visionario de Antofagasta, comuna y ciudad del norte de Chile. Don Juan López habría nacido en Quillota alrededor de 1825 y se instaló en la costa antofagastina alrededor de 1845, cuando desembarcó al sur de la actual ciudad, en el sector denominado "Punta de Jara". Su vida como cateador estuvo consagrada al incesante peregrinar por el desierto. Hasta 1856 trabajó en diversas guaneras del sector de Mejillones.
En noviembre de 1866 se asentó definitivamente en Caleta La Chimba, siendo así el primer habitante de la ciudad.
Cabe mencionar que no existen referencias sobre su nacimiento y muerte. Sólo se conocen suposiciones derivadas del Memorial que escribió con la intención de entregárselo al Gobierno Boliviano, en 1872 y del Certificado de Matrimonio, descubierto en Quillota en el año 2013.
Últimos antecedentes sobre López y discrepancias entre historiadores
En junio de 2013 surgieron nuevos antecedentes sobre los orígenes y la vida personal de Juan López, los que fueron dados a conocer por el historiador antofagastino Sergio Gaytán. La aparición del Certificado de Matrimonio de López aporta detalles inéditos sobre la vida del primer habitante de la ciudad. El documento establece que su nombre era Juan López Alfaro, soltero, natural de Quillota y domiciliado en Copiapó, hijo de José López y Rosario Alfaro.
El "Chango" contrajo nupcias con la señora Carmen Zabala, viuda del señor Manuel Caballero, el 24 de mayo de 1851, en la parroquia "Nuestra Señora del Rosario" de Copiapó.
Zabala es la primera mujer que arribó a las costas de Antofagasta, en noviembre de 1866 y lo hace junto al hijastro, su esposa y el hijo de ambos (recordemos que Juan López llegó a estas costas en 1866 y posteriormente realizó expediciones en la zona de Mejillones, Tocopilla y el sur del Perú), antes de establecerse oficialmente en lo que llamó Peña Blanca (hoy Antofagasta).
Estos nuevos datos han generado controversia entre historiadores y estudiosos de la historia local. Algunos afirman que aporta información contundente sobre lo que podría ser el último paradero de López, mientras que el historiador y exalcalde, Floreal Recabarren, le restó importancia, debido a que el Certificado de Matrimonio no cuenta con el sello parroquial, lo que le resta validez.
En el último tiempo, se ha discutido a juicio de algunos historiadores locales sobre el título de "fundador" de Antofagasta al que se le cataloga. Si bien López en el Memorial que escribió para las autoridades de Bolivia se atribuye a sí mismo el hecho de dar origen a la Caleta La Chimba (conocida como Peñablanca en sus inicios), no contaba con los recursos financieros necesarios para levantar un poblado como sí lo hizo José Santos Ossa, sobre la base de algunas exigencias de las autoridades bolivianas, tras obtener la concesión de los terrenos en el sector del Salar del Carmen, en 1866. De esta forma, el "Chango" López queda como Primer Habitante de la ciudad